# تیم ملی فوتبال گویان فرانسه
تیم ملی فوتبال گویان فرانسه نمایندهٔ کشور گویان فرانسه در مسابقات بین‌المللی است که زیر نظر فدراسیون فوتبال گویان فرانسه فعالیت می‌کند.
اولین بازی رسمی این تیم در تاریخ اکتبر ۱۹۶۹ میلادی در برابر تیم ملی فوتبال مارتینیک برگزار شده‌است.